# Fétuque de l'Ouest
Festuca occidentalis
Espèce
Synonymes
- Festuca occidentalis Hook. var. occidentalis[1]
- Festuca ovina var. polyphylla Vasey ex Beal[1]

Festuca occidentalis, la Fétuque de l'Ouest ou Fétuque occidentale, est une espèce de plantes à fleurs de la famille des Poacées, présente en Amérique du Nord.

## Habitat
La Fétuque occidentale est présente de la Californie à l’Alaska en passant par la Colombie-Britannique. Plus à l’est, elle est présente de l’Alberta à l’Utah. On la trouve également dans le Dakota du Sud, en Ontario, au Michigan et dans le Wisconsin. L’herbe est en général présente à proximité de zones couvertes de forêts et de zones boisées.

## Description
L’herbe dispose de très fines tiges qui peuvent atteindre une taille maximale d’un mètre de haut. Les inflorescences disposent de deux fines pousses portant des épillets de 6 à 12 mm de long. Elle ne possède pas de rhizome.